# Glux-en-Glenne
 Glux-en-Glenne  es una población y comuna francesa, situada en la región de Borgoña, departamento de Nièvre, en el distrito de Ville de Château-Chinon y cantón de Château-Chinon.

## Demografía
| 306 | 242 | 175 | 143 | 114 | 105 |
| Para los censos de 1962 a 1999 la población legal corresponde a la población sin duplicidades (Fuente: INSEE [Consultar]) |     |     |     |     |     |